# Vučić
 Ovo je glavno značenje pojma Vučić. Za naselje u Srbiji pogledajte Vučić (Rača, Srbija).
Vučić (lat. Serranus hepatus) je riba iz porodice kirnji -(vučice, Serranidae). Prisutan je diljem naše obale, gdje se još naziva i čučin, mišić, kanjić, vuk. Sitnoga je rasta, kod nas je rijetko veći od 5 cm, iako mu je najveća veličina do 25 cm. Tijelo mu je izduženo i blago bočno spljošteno, svijetlo smeđe (skoro ružičaste) je boje s tamnijim prugama. Treba naglasiti da mu boja varira ovisno o staništu, tako da nijanse idu prema žuto srebrnoj boji. Kraj škržnog poklopca je nazubljen, a na njemu se nalaze 3 bodlje. Oči imaju zelenkast odsjaj, a zjenica ima oblik kapljice. Karakteristična oznaka mu je crna mrlja koja se nalazi između bodljikavog i mekanog dijela leđne peraje.
Živi na dubinama od 5 do 100 metara, na kamenitim, pješčanim i muljevitim područjima, kao i na područjima prekrivenima travom. Najčešće boravi u skrovištu, u rupi od koje se ne udaljava previše. 
Može ga se naći u Sredozemnom moru, kao i na Atlantiku od Portugala do Senegala.

## Vanjske poveznice
|  | Wikivrste imaju podatke o taksonu Vučić |

- Podmorje Jadrana - Vučić (Dalibor Andres)  Arhivirana inačica izvorne stranice od 23. siječnja 2009. (Wayback Machine)
- Brown Comber (Serranus hepatus) (fotosearch.com)  Arhivirana inačica izvorne stranice od 11. ožujka 2021. (Wayback Machine)